# Idriella lunata
Idriella lunata är en svampart som beskrevs av P.E. Nelson & S. Wilh. 1956. Idriella lunata ingår i släktet Idriella och familjen Helotiaceae.   Inga underarter finns listade i Catalogue of Life.